# Bathophilus digitatus
Bathophilus digitatus es una especie de pez de la familia Stomiidae en el orden de los Stomiiformes.

## Morfología
• Los machos pueden llegar alcanzar los 17 cm de longitud total.

## Hábitat
Es un pez de mar y de aguas profundas que vive entre 75-550 m de profundidad.

## Distribución geográfica
Se encuentra en el  Atlántico oriental (ante Gibraltar, desde  Madeira hasta Sierra Leona y, también, en Sudáfrica el  Atlántico occidental central (Bermuda, las Bahamas y desde Cuba hasta las Pequeñas Antillas) el  Índico y el Pacífico.